# Sphicosa lecta
Sphicosa lecta är en tvåvingeart som beskrevs av Collin 1933. Sphicosa lecta ingår i släktet Sphicosa och familjen dansflugor. Inga underarter finns listade i Catalogue of Life.